# Тагмема
Тагмема — наименьший функциональный элемент грамматической структуры языка. Термин был предложен в 1930-х годах лингвистом Леонардом Блумфилдом, который определил его как наименьшую значимую единицу грамматической формы (по аналогии с морфемой, определяемой как наименьшая значимая единица лексической формы). Позднее, начиная с 1950-х годов, Кеннет Пайк и другие ученые приняли этот термин, расширив его значение, и положили его в основу тагмемики.

## Система Блумфилда
Согласно системе, изложенной Леонардом Блумфилдом в его книге «Язык» (1933), тагмема — наименьшая значимая единица грамматической формы. Тагмема состоит из одной или нескольких таксем, где таксема является базовым грамматическим элементом так же, как фонема является базовым фонологическим элементом. Таксемы и фонемы, как правило, не имеют значения сами по себе, а объединяются соответственно в тагмемы и морфемы, которые передают значение.
Например, такое высказывание, как «Джон бежит», является конкретным примером тагмемы (аллотагмом), значение которой заключается в том, что субъект выполняет действие. Таксемы, составляющие эту тагмему, включают элемент выражения номинатива, элемент выражения спрягаемого глагола и их упорядочивание таким образом, чтобы номинатив предшествовал спрягаемому глаголу.
Блумфилд считает таксему и тагмему частью системы эмических единиц:
- Наименьшая (и незначимая сама по себе) единица языка — фенема; она может быть как лексической (фонема), так и грамматической (таксема).
- Наименьшая значимая единица языка — глоссема, либо лексическая (морфема), либо грамматическая (тагмема).
- Значение глоссемы — ноэма, значение либо морфемы (семема), либо тагмемы (эписемема).

В более общем плане он определяет любую значимую единицу языка (не обязательно наименьшую) как языковую форму, а её значение — как языковое значение; это может быть либо лексическая форма (с лексическим значением), либо грамматическая форма (с грамматическим значением).

## Пайк и тагмемика
Термин Блумфилда был принят Кеннетом Пайком и другими для обозначения того, что они до этого называли граммемой (ранее грамемой). В теории Пайка, впоследствии получившей название тагмемика, иерархическая организация уровней (например, в синтаксисе: слово, словосочетание, предложение, абзац, дискурс) является результатом того, что элементы тагмемы на более высоком уровне (например, «предложение») анализируются как синтагмемы на следующем более низком уровне (например, «словосочетание»).
Тагмема представляет собой соотношение синтагматической функции (например, подлежащее, дополнение) и парадигматических наполнений (например, существительные, местоимения или имена собственные как возможные наполнения позиции подлежащего). Тагмемы объединяются, образуя синтагмему — синтаксическую конструкцию, состоящую из последовательности тагмем.
Тагмемика как лингвистическая методология была разработана Пайком в книге «Language in Relation to a Unified Theory of the Structure of Human Behavior», 3 тома (1954—1960). Она была в первую очередь разработана для того, чтобы помочь лингвистам эффективно извлекать связные описания из корпусов данных полевых исследований. Тагмемика особенно связана с ранним периодом работы Летнего института лингвистики — ассоциации миссионеров-лингвистов, посвятивших себя в основном переводам Библии, одним из первых членов которой был Пайк.
Тагмемика проводит различие между фоном и фонемой в фонологии и фонетике на более высоких уровнях лингвистического анализа (грамматическом и семантическом); например, контекстуально обусловленные синонимы считаются различными примерами одной тагмемы так же, как звуки, которые (в данном языке) контекстуально обусловлены, являются аллофонами одной фонемы. Различие между эмическим и этическим также применимо и в других общественных науках.